# Margarita
För andra betydelser, se Margarita (olika betydelser).
Margarita är en cocktail som består av tequila, triple sec, is och limejuice, serverat i ett saltkantat glas. Populära varianter på drinken är frozen margarita, som är blandad med krossad is, och tamarindo margarita, med tamarind i stället för lime. Den har namngivit coupeglaset margaritaglas men serveras även i det vanliga cocktailglaset eller i old fashioned-glas.

## Ursprung
Det finns flera berättelser om hur drinken skapades. I slutet på 1800-talet var drinken brandy daisy populär och den består av sprit, likör och juice. Under förbudstiden, när spritförsäljning var förbjuden i USA, åkte amerikaner bland annat till Mexiko för att dricka. Där byttes spriten i brandy daisy ut mot tequila och blev en tequila daisy. Både margarita och daisy betyder tusensköna på respektive språk.
Margarita är även ett mexikanskt kvinnonamn och därför har flera kvinnor vid namn Margarita eller Margaret ansetts fått drinken namngiven till sin ära, bland annat Rita Hayworth och jetsetkvinnan Margarita Sames. En annan var sångerskan Peggy Lee, vars riktiga namn var Margaret, som sägs ha fått namnge drinken när den komponerades av bartendern på Balinese Room i Galveston i Texas 1948.
Den tidigaste tryckta referensen på en tequilacocktail med namnet margarita var ett recept som publicerades i Esquire 1953.